# L'Italia cantata dal Sud
L'Italia cantata dal Sud è il settimo album discografico di Otello Profazio, pubblicato in Italia nel 1970.

## Descrizione
Tratta in musica dei moti di unificazione nazionale. Album dalle radici Folk, viene ambientato in un Italia che viveva momenti di instabilità dovuti alla disparità tra nord e sud. Si tratta in maggior parte, dell'estraneità del sud all'unificazione del Regno, e alla successiva ribellione ai Borboni regnanti in quegli anni. Si può interpretare facendo un paragone con il '68 che imperversava in quegli anni date le tematiche che basano anche sul malcontento popolare. Vi sono riferimenti a più esponenti di spicco dell'unità italiana come Giuseppe Garibaldi,il Re Vittorio Emanuele secondo e altri personaggi peculiari come il Brigante Nino Martino. Inoltre si nota un certo antimilitarismo dell'autore ne "La Leva", che descrive la mancata motivazione dei soldati calabresi all'unità, vale a dire una mancanza di speranza. L'album riscosse un modesto successo.

## Tracce
Lato A
1. Fatto strano
2. Palumbeddha Janca
3. Ballatella contro I Borboni
4. Garibaldi popolare
5. Giuseppe Emanuele
6. La leva
7. Guvernu 'talianu
8. Ballata campestre per Nino Martino, brigante

Lato B
1. Lu me paisi
2. Trittico sulla scuola: La Mamma Illusa / La scuola / Lamentu di zappaturi
3. Poveri ricchi
4. La canzone dell'emigrante
5. La mafia
6. Lamentu pi la morti di Turiddhu Carnevali
7. Addio, bella Sicilia
8. Fatto strano